# العلاقات البوسنية المغربية
العلاقات البوسنية المغربية هي العلاقات الثنائية التي تجمع بين البوسنة والهرسك والمغرب.

## مقارنة بين البلدين
هذه مقارنة عامة ومرجعية للدولتين:
| وجه المقارنة                                              | البوسنة والهرسك                                             | المغرب                                 |
| --------------------------------------------------------- | ----------------------------------------------------------- | -------------------------------------- |
| المساحة (كم2)                                             | 51.20 ألف                                                   | 710.85 ألف                             |
| عدد السكان (نسمة)                                         | 3.51 مليون                                                  | 36.07 مليون                            |
| الكثافة السكانية (ن./كم²)                                 | 68.55                                                       | 50.74                                  |
| العاصمة                                                   | سراييفو                                                     | الرباط                                 |
| اللغة الرسمية                                             | اللغة البوسنوية، اللغة الكرواتية، اللغة الصربية             | اللغة العربية، أمازيغية معيارية مغربية |
| العملة                                                    | مارك بوسني                                                  | درهم مغربي                             |
| الناتج المحلي الإجمالي (بليون دولار)                      | 18.17 مليار                                                 | 109.14 مليار                           |
| الناتج المحلي الإجمالي (تعادل القوة الشرائية) بليون دولار | 41.35 مليار                                                 | 274.06 مليار                           |
| الناتج المحلي الإجمالي الاسمي للفرد دولار أمريكي          | 4.25 ألف                                                    | 2.88 ألف                               |
| الناتج المحلي الإجمالي للفرد دولار أمريكي                 | 10.43 ألف                                                   | 7.49 ألف                               |
| مؤشر التنمية البشرية                                      | 0.733                                                       | 0.628                                  |
| رمز المكالمات الدولي                                      | +387                                                        | +212                                   |
| رمز الإنترنت                                              | .ba                                                         | .ma                                    |
| المنطقة الزمنية                                           | توقيت وسط أوروبا، ت ع م+01:00، ت ع م+02:00، أوروبا/سراييفو ‏ | ت ع م+01:00                            |

## مدن متوأمة
في ما يلي قائمة باتفاقيات التوأمة بين مدن بوسنية ومغربية:
- ترتبط سربرنيتسا مع تازة باتفاقية توأمة.

## منظمات دولية مشتركة
يشترك البلدان في عضوية مجموعة من المنظمات الدولية، منها:
| علم المنظمة | اسم المنظمة                               | تاريخ انضمام البوسنة والهرسك | تاريخ انضمام المغرب |
| ----------- | ----------------------------------------- | ---------------------------- | ------------------- |
|             | مؤسسة التنمية الدولية                     | 25 فبراير 1993               | 29 ديسمبر 1960      |
|             | يونسكو                                    | 2 يونيو 1993                 | 7 نوفمبر 1956       |
|             | وكالة ضمان الاستثمار متعدد الأطراف        | 19 مارس 1993                 | 17 سبتمبر 1992      |
|             | الأمم المتحدة                             | 22 مايو 1992                 | 12 نوفمبر 1956      |
|             | الاتحاد البريدي العالمي                   | ?                            | ?                   |
|             | البنك الدولي للإنشاء والتعمير             | 25 فبراير 1993               | 25 أبريل 1958       |
|             | الاتحاد الدولي للاتصالات                  | 20 أكتوبر 1992               | 1 نوفمبر 1956       |
|             | منظمة حظر الأسلحة الكيميائية              | ?                            | ?                   |
|             | مؤسسة التمويل الدولية                     | 25 فبراير 1993               | 30 أغسطس 1962       |
|             | المركز الدولي لتسوية المنازعات الاستشارية | 13 يونيو 1997                | 10 يونيو 1967       |
|             | منظمة الشرطة الجنائية الدولية             | ?                            | ?                   |

## أعلام
هذه قائمة لبعض الشخصيات التي تربطها علاقات بالبلدين:
- محمد لوليشكي (دبلوماسي مغربي، يوليو 1952 – )

## وصلات خارجية
- موقع وزارة الخارجية البوسنية
- موقع وزارة الخارجية المغربية